# Marin Drinov

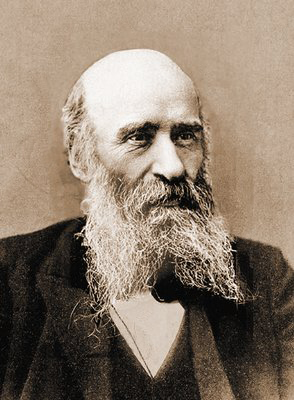
Marin Drinov

Marin Stojanov Drinov (bulgariska: Марин Стоянов Дринов), född 1838 i Panagjuristje, död 13 mars 1906 i Charkiv, var en bulgarisk historiker och filolog.
Drinov blev 1871 professor i slavistik vid universitetet i Charkiv och var civilguvernör i Sofia 1877-79 under den ryska ockupationen. Hans förnämsta verk är Istoritjeski pregled po blgarska-ta tsrkva (Historisk översikt av den bulgariska kyrkan, 1869), Zaselenie Balkanskago poluostrova Slavjanami (Balkanhalvöns slaviska befolkande, 1873), Juzjnie Slavjane i Vizantija v X vjekje (Sydslaverna och Bysans i 10:e århundradet, 1876), Njeskoljko slov ob jazyka, narodnych pjesnach i obytjajach Debrskich Slavjan (Om språk, folkvisor och seder hos slaverna i Debra, Albanien, 1888).